# آذرخواران
آذرخواران(Âzarkhavârân) روستایی از توابع بخش مرکزی شهرستان جرقویه در استان اصفهان ایران است. این روستا در فاصله ۵۵ کیلومتری شهرستان ورزنه و شهرستان اصفهان و ۵ کیلومتری شرق شهر محمدآباد واقع شده است.

## واژه‌شناسی
این واژه از سه جزء تشکیل شده‌است:« آذر + خوار + ان». جزء نخستین را آشکارا می دانیم که همان «آذر» مقدس است که هنوز در زبان فارسی جلالت خاص دارد و نشانی از حرمت بسیاری است که ایرانیان بر آتش می نهاده‌اند و اما جزء دوم، یعنی «خوار»، بی تردید همان کلمه اوستایی «خوارنَنگَهَه» است که بعدها «خُرّه» و یا «فرّ» شده‌است و معنی آن میشود شکوه آتش و اما جزءِ سوم یعنی «ان» همان علامت کثرت(جمع) و نسبت است.

## آتشکده
نخستین آتشکده‌ای که در منطقه جرقویه ساخته شده آذربرزین نام داشته که ویرانه‌های آن در کنار روستای آذرخواران باقی است. این آتشکده در کوه های شمال باختری شهرک آذرخواران قرار داشته و اکنون ویرانه پی های آن در بالای کوهی به نام کوه بچه در همان‌جا به چشم میخورد و آتشکده مرکزی شهرکها و روستا های شمال باختری گرکویه(جرقویه) بوده است. از آتش این آتشکده آتشکده های روستاها و شهرک های پیرامون و خانه های آنها را فروزان میساختند.

## امامزاده
در این روستا مزار امامزاده ای به نام امامزاده شاه محمد مراد(نسب آن را به موسی بن جعفر میدانند) واقع شده است.
شاه مراد یکی از امامزاده‌‌های قدیمی جرقویه است که در آذرخواران قرار دارد. از دیرباز مردمان از سرتاسر منطقه برای زیارت به این مکان می‌آمدند. این بنا به همت حاج نیاز قادریان در سال‌های ۷۱ تا ۷۲ مورد بازسازی قرار گرفته است.
این امامزاده به عنوان مرکز فرهنگی و قرآنی در قلب بخش مرکزی و در دل کویر بوده و هر روزه میزبان زائران و گردشگران می باشد.

## قلعه‌های آذرخواران
در آذرخواران چندین دژ قدیمی وجود دارد که نشان دهندهٔ تاریخچه و پیشینهٔ این آبادی است. 
در میان سال‌های (۹۰۷ تا ۹۳۰ هجری) در آذرخواران دژی(قلعه) ساخته شده که اکنون در خاور(شرق) این روستا پابرجاست و از یادگارهای دوران شاه اسماعیل صفوی می باشد.

## تاریخ
زمان تاسیس و شکل گیری این روستا به دوران ساسانی بر میگردد؛ در قدیم الایام مکان این روستا شامل هفت قلعه(دژ) بود که عبارت بودند از: آذرخواران، آبخواران، دهچی، دیه خواران، کوهک، دشت جهان و دشت آسمان که در این بین آذرخواران قلعه‌ی مرکزی بشمار می‌رفت.